# Lothar Fritz Freie
Lothar Fritz Freie, né le 8 février 1955 à Burgwedel en Allemagne de l'Ouest (RFA) et mort le 6 juin 1982 à Berlin-Est, est l'une des rares personnes abattues en passant le Mur de Berlin d'ouest en est.
Il grandit dans sa Basse-Saxe natale, puis s'installe à Berlin-Ouest en 1977 pour y étudier le droit. « Pour des raisons inconnues », il abandonne ses études au bout de deux ans. Au chômage et sans argent, il subsiste tant bien que mal. Ayant perdu ses papiers d'identité, il ne peut pas retourner en RFA.

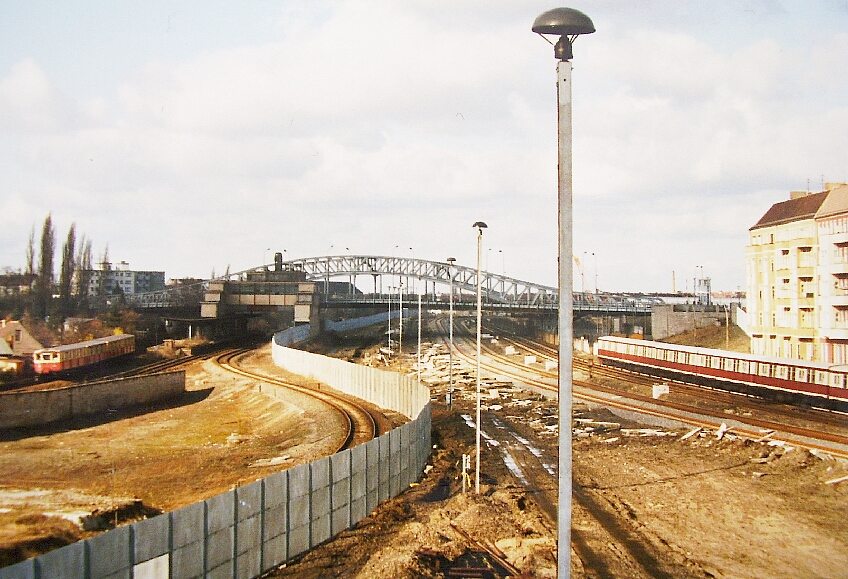
Le pont Bösebrücke, le Mur et les voies ferrées (1990).

Le 4 juin 1982 vers 23 h, il pénètre le territoire de Berlin-Est en suivant la voie ferroviaire qui relie les deux parties de la ville sous le pont Helmut-Just, entre le secteur de Wedding à l'ouest et celui de Prenzlauer Berg à l'est. Il marche torse nu, en portant son pull-over à la main. Les raisons pour lesquelles il cherche à passer à l'Est restent inconnues. Des gardes est-allemands sur le pont le repèrent, mais le perdent de vue dans l'obscurité ; il continue son chemin à l'intérieur de Berlin-Est, et atteint le pont Bösebrücke. Là, deux gardes l'interpellent d'une distance d'environ trente mètres : « Citoyen de Berlin-Ouest ! Vous êtes entré sur le territoire de la République démocratique allemande ». Ils lui ordonnent de faire demi-tour. Freie marmonne une réponse inaudible, et fait demi-tour. Lorsqu'il repasse à proximité du premier poste frontière sur le pont Helmut-Just, les gardes de ce poste, n'ayant pas connaissance des ordres que viennent de lui donner leurs collègues, lui ordonnent de s'arrêter. Il se met à courir ; les gardes ouvrent le feu. Grièvement blessé au bassin, il est porté au poste de guet, où les gardes lui administrent les premiers soins. Il parvient à leur dire qu'il est venu à l'Est pour « monter une tente ». Évacué à l'hôpital, il est opéré d'urgence, et y décède le 6 juin.
L'événement à la frontière a été observé par le personnel frontalier de Berlin-Ouest. Les médias de l'Ouest s'y intéressent. Le gouvernement fédéral de la RFA et le Sénat de Berlin-Ouest condamnent ce qui s'est produit comme étant contraire à l'esprit du traité fondamental de 1972 et des accords d’Helsinki. Hans-Otto Bräutigam, ambassadeur de la RFA en RDA, proteste auprès du ministère est-allemand des Affaires étrangères. Le commandement du secteur français de Berlin-Ouest exprime également ses protestations. Les autorités est-allemandes prétendent que Freie a attaqué les gardes frontaliers, et protestent formellement en retour contre cette incursion, demandant que Berlin-Ouest prenne « des mesures pour éviter ce type d'attaques sérieuses ». Le corps de Lothar Freie est incinéré et inhumé, avant que les autorités de l'Est ne confirment son décès à celles de l'Ouest. 
En 1993, à la suite de la réunification de l'Allemagne, les deux gardes du poste de guet du pont Helmut-Just sont inculpés. Le garde ayant tiré est jugé comme mineur, car il avait vingt ans au moment des faits ; il est reconnu coupable d'homicide et condamné à deux ans de prison, peine immédiatement commuée en liberté surveillée avec mise à l'épreuve. Son camarade, qui n'a pas tiré, est reconnu coupable de complicité, et condamné à un an et huit mois de liberté surveillée.